# Kepler-1410 b
Kepler-1410 b (ou KOI-3010.01) est une exoplanète de type super-Terre chaude orbitant de l'étoile Kepler-1410, située à une distance d'environ à 1 250 années-lumière de la Terre. Il s'agissait pour l'instant d'un candidat identifié par le télescope spatial Kepler, sa découverte a été confirmée. La température de la surface de cette exoplanète est 316 K (43 °C) et la température d'équilibre est 264 K (-9 °C), sa composition serait similaire voire identique à celle de la Terre. Elle aurait un indice de similarité avec la Terre de 0,88 et elle serait non seulement habitable mais unique du fait qu'elle aurait une hClasse (Classe habitable cf Types de planètes) de type mésoplanète, conférant à KOI-3010.01 une température similaire et modérée comme celle de la Terre.

## Comparaison à la Terre
Pour les sigles des colonnes voir ici.
| #  | Nom         | IST  | HSP  | DZH   | PC    | PA    | pClasse              | hClasse     | Distance (al) | Statut             | Année de découverte |
| -- | ----------- | ---- | ---- | ----- | ----- | ----- | -------------------- | ----------- | ------------- | ------------------ | ------------------- |
| NC | Terre       | 1.00 | 0.72 | −0.50 | −0.31 | −0.52 | Terre tempérée       | Mésoplanète | 0             | non-exoplanète     | préhistorique       |
| 1  | KOI-3010.01 | 0.88 | 0.63 | -0.88 | -0.16 | -0.06 | Super-Terre tempérée | Mésoplanète | 1 213,4       | Candidat de Kepler | 2011                |